# ХМС Дреднот
ХМС Дреднот (енгл. HMS Dreadnought) је британски бојни брод класе Дреднот који је извршио револуционаран утицај на градњу ратних бродова почетком 20. века.

## План и изградња
У тренутку појаве Дреднота, уобичајени бојни брод тежио је око 15 хиљада тона, имао мешовито наоружање (топови од 229 мм, 279 мм и 305 мм), покретан је угљем и достизао брзину од 17—18 kn (31—33 km/h). Главнокомандујући британске ратне морнарице адмирал Џон Фишер, у тежњи да сачува британску надмоћ на мору, конципирао је нови бојни брод са надмоћним преформансама и први дреднот завршен је у јесен 1906. године. Имао је депласман 18.100 тона и био теже оклопљен од других, покретала га је парна турбина која му је дала већу поузданост и мању потрошњу, брзина је достизала 21 kn (39 km/h), а сви топови били су велики (305 мм). Такав брод могао се равноправно носити са два противничка бојна брода.
Појава Дреднота учинила је да су сви тадашњи бојни бродови одједном постали застарели, па су се све велике морнарице дале на изградњу нових бродова сличних Дредноту.
До почетка Првог светског рата Британија је направила још 22 брода класе Дреднот, од којих су последњи имали депласман од 25 хиљада тона и били наоружани топовима од 343 мм. Још десет је произведено између 1914. и 1916. са топовима од 381 мм, а и три за Чиле и Турску.

## У служби
Ипак, трка у градњи бродова учинила је да је први Дреднот у Првом светском рату већ помало застарео брод: недовољно брз, са недовољном заштитом од торпеда и са погрешним распоредом купола. Ипак, постао је једини бојни брод у историји који је потопио подморницу (немачка У-29 марта 1915). Није учествовао у јединој великој поморској бици у Првом светском рату, код Јиланда. Исечен је 1923. године.